# Ormoc
Ormoc é um cidade de  primeira classe de renda da cidade (d) na província Leyte, nas Filipinas. De acordo com o censo de 1 de maio  de  2020 possui uma população de 230 998 pessoas e 56 048 domicílios.